# Cap Arcona
Cap Arcona var en tysk luksus oceandamper på 27 500 tons.

## Skibet historie
Cap Arcona løb af stabelen den 14. maj 1927. Hun forlod den 19. november 1927 Hamborgs havn på sin jomfrurejse til Argentina med luksusrejsende og udvandrede, overvejende til Sydamerika. Hun blev sat i linjefart mellem Hamborg–Madeira–Rio de Janeiro og Buenos Aires. Fra november 1927 til august 1939 blev der på 91 gennemførte rejser transporteret mere end 200.000 passagerer. Den 25. august 1939 lagde Cap Arcona under kommando af flagkommandør Richard Niejahr kommet fra Sydamerika til i Hamborg.
Fra 1940 blev Cap Arcona anvendt som hjælpeskib for den tyske Kriegsmarine og forblev i Østersøen. I u-båds-støttepunktet Gdynia (tidligere Gdingen eller Gotenhafen) blev det benyttet som beboelsesskib. I denne var hun også i 1943 kulisse for den tyske propagandafilm "Titanic" Fra 1944 blev skibet under kommando af Johannes Gerdts indsat til transport af flygtninge fra Østpreussen mod vest, derefter for krigsmarinen. Den 1.marts overtog Heinrich Bertram kommandoen og foretog den anden evakueringstransport af flygtninge fra øst. Dem planlagte tredje evakueringstransport måtte aflyses, da fremdrivningsanlægget var defekt. Cap Arcona lå fra 14. april 1945 for anker på grund af maskinskade ud for Neustadt. Hun blev der afmønstret krigsmarinen og underordnet Gauleiter Karl Kaufmann, Hamborg, der samtidig var Reichsstatthalter for skibsfarten. Mandskabet blev reduceret fra 250 til 70 sømænd.

## Sænkningen af skibet
Den 26. april 1945 blev skibene «Cap Arcona», «Thielbek» og passagerskibet «Deutschland» lastet med fanger fra koncentrationslejren Neuengamme og slæbt ud i Lübecker Bucht. Hensigten med transporten var sandsynligvis at sænke skibene med fangerne indespærret under dækket, for at fjerne vidner fra lejren.

Den 3. maj 1945 blev de tre skibe angrebet ud for byen Neustadt og sænket i adskilte angreb af Hawker Typhoons fra det britiske RAF. Flyene var fra No. 83 Expeditionary Air Group tilhørende 2nd Tactical Air Force.
I alt var der omkring 7 500 fanger ombord på de tre fartøjer. De fleste af fangerne døde, og forliset af Сap Arcona var en af de største enkeltstående tab af liv under 2. verdenskrig. Omkring 5000 mennesker mistede livet ved forliset. Tililende tyske skibe reddede 200 mandlige vagter og 20 kvindelige vagter. Fanger der forsøgte at redde sig væk fra skibet blev bevidst beskudt af vogterne på det synkende skib og næstfølgende beskudt i vandet. Det forlyder også at fangerne blev beskudt fra de tililende tyske skibe og i hvert fald blev de i vandet liggende personer beskudt massivt af de angribende fly fra RAF. En pilot hævdede at det sidste var en given specifik ordre. Senere undersøgelser peger på at efterretningstjenesten har troet at skibet var forklædt som ramponeret og det i virkeligheden var fyldt med SS soldater der var på vej til Norge. Afblæsningen af angrebet nåede ikke frem i tide.
De fanger som klarede at svømme i land blev skudt på strandene af SS soldater, og kun 350 fanger overlevede massakren. Ved siden af sænkningen af «Wilhelm Gustloff» regnes tragedien som en af de største ulykker til havs nogensinde.

## Film
- Typhoons' Last Storm, Lawrence Bond, 2000.
- The Cap Arcona case Arkiveret 14. maj 2011 hos  Wayback Machine, Günther Klaucke, Karl Hermann, 1995.
- Der Mann von der Cap Arcona, 1981/82.
- De ramp met de Cap Arcona Arkiveret 21. maj 2011 hos  Wayback Machine, 2011.